# Дакр, Хамфри, 1-й барон Дакр из Гисленда
Хамфри Дакр (англ. Humphrey Dacre; приблизительно 1424 — 30 мая 1485) — английский аристократ, 1-й барон Дакр из Гисленда с 1482 года. Участвовал в Войнах Алой и Белой розы на стороне Ланкастеров, но позже примирился с Йорками. Вёл тяжбу за отцовское наследство с племянницей, Джоан Файнс.

## Биография
Хамфри был третьим сыном Томаса Дакра, 6-го барона Дакра, и его жены Филиппы Невилл. Эта семья владела обширными землями в Камберленде и Линкольншире, но основная часть наследства после смерти 6-го барона в 1459 году перешла к его внучке от старшего сына (к тому времени покойного) Джоан, жене Ричарда Файнса. Последний стал бароном Дакром по праву жены. Однако Файнс был деятельным сторонником Йорков в шедшей тогда Войне Алой и Белой розы, тогда как Хамфри и его старший брат Ральф сражались на стороне Ланкастеров; поэтому 1 октября 1459 года король Генрих VI создал для Ральфа титул барона Дакра из Гисленда.
Братья сражались 29 марта 1461 года при Таутоне, где Ланкастеры были разгромлены. Ральф погиб в схватке, Хамфри смог спастись. Первый же парламент короля-Йорка Эдуарда IV осудил обоих как изменников, их владения были конфискованы. Однако впоследствии Хамфри примирился с Эдуардом. 21 июня 1468 года он получил полное помилование, а 8 февраля 1472 года был отменён парламентский акт о конфискации. Хамфри отошла существенная часть владений Дакров, хотя баронский титул остался за четой Файнсов. Баронесса Джоан безуспешно пыталась оспорить этот передел. 15 ноября 1482 года Хамфри был впервые вызван в парламент, причём в вызове он фигурирует как Humfrido Dacre de Gillesland. Это событие считается третьей по счёту креацией титула барон Дакр; теперь существовали сразу две баронии, причём Файнсов с их владениями в Сассексе называли «южными баронами», а Хамфри и его потомков, живших в Гисленде (Камберленд), — «северными».
6 июля 1483 года Дакр присутствовал на коронации Ричарда III, в 1484 году он стал смотрителем замка Карлайл и Западных марок. Барон умер 30 мая 1485 года и был похоронен в аббатстве Ланеркост в Камберленде.

## Семья
Дакр был женат на Мабель Парр, дочери сэра Томаса Парра и Элис Тунсталл. В этом браке родились:
- Томас (1467—1525), 2-й барон Дакр из Гисленда[7];
- Хью, священник;
- Кристофер;
- Филипп;
- Ральф;
- Хамфри;
- Анна, жена Томаса Стрэнгвейса;
- Элизабет, жена Ричарда Хаддлстона;
- Кэтрин (умерла в 1525), жена Джорджа Фицхью, 7-го барона Фицхью, и сэра Томаса Невилла (сына Джорджа Невилла, 2-го барона Абергавенни)[6][8].

Баронесса Мабель умерла 14 ноября 1508 года и была похоронена рядом с мужем.